# Lukulu (Distrikt)

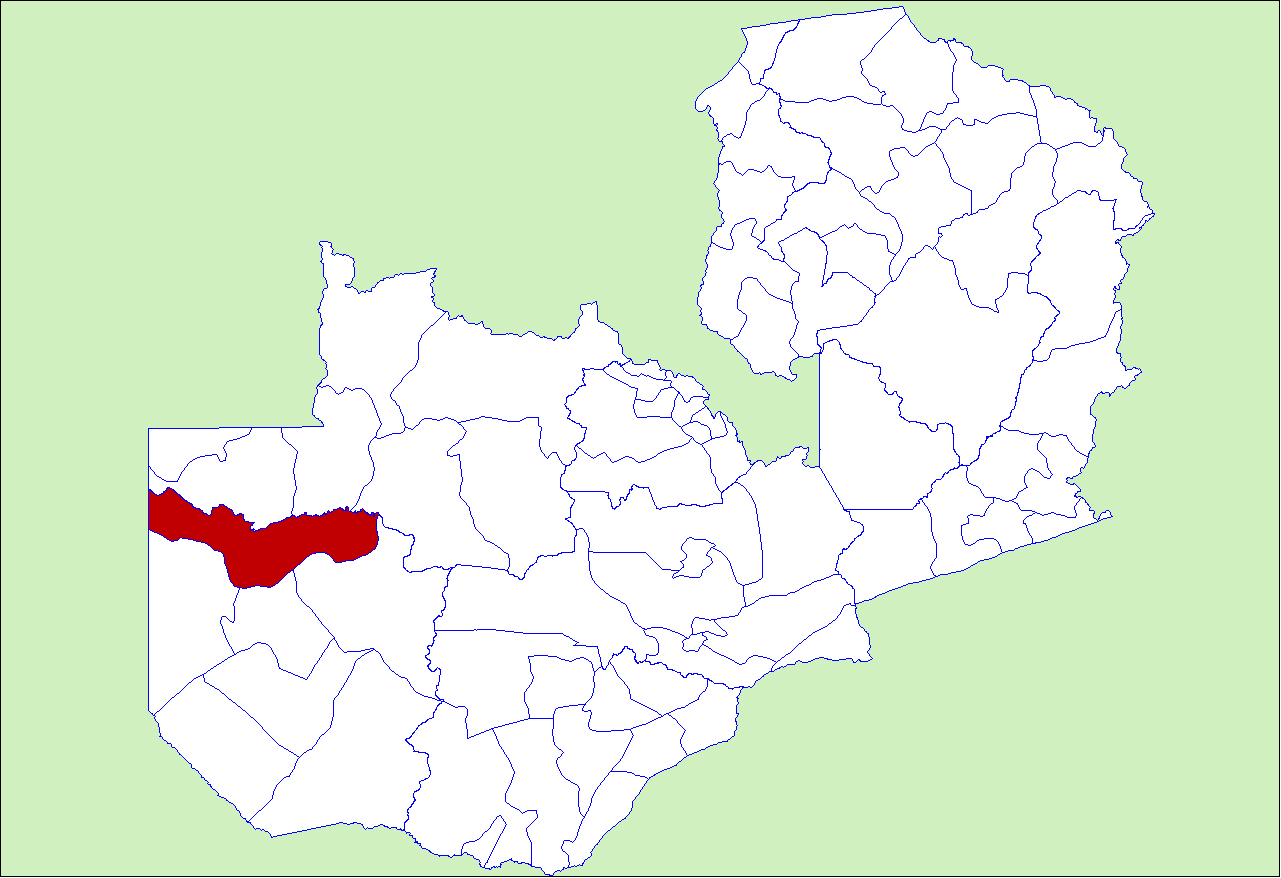
Der Distrikt Lukulu vor der Abspaltung von Mitete

Lukulu ist einer von 16 Distrikten in der Westprovinz in Sambia. Er hat eine Fläche von 9329 km² und es leben 96.290 Menschen in ihm (2022). Der Sitz der Verwaltung liegt in der gleichnamigen Stadt Lukulu. Der Distrikt Mitete war, bis zu seiner Abspaltung 2013, der Wahlkreis Lukulu West, ein Teil des Distriktes Lukulu.

## Geografie
Lukulu befindet sich etwa 400 Kilometer westlich von Lusaka. Der Distrikt liegt auf einer relativ gleichmäßigen Höhe von 1000 bis 1100 m. Er fällt nach Südwesten leicht ab. Die Nordgrenze wird von dem Fluss Kabompo und seinem Nebenfluss Dongwe gebildet. Die Westgrenze bildet der Sambesi und einen Teil der Südgrenze bilden der Luena.
Der Distrikt grenzt im Osten an den Distrikt Kaoma, im Süden an Limulunga und mit wenigen Metern an Kalabo. Im Westen, auf der anderen Seite des Sambesi, grenzt er an Mitete, und im Norden an die Distrikte Zambezi, Kabompo und Mufumbwe in der Nordwestprovinz.
Das Klima des Distrikts ist in vier Jahreszeiten unterteilt. Das Niederschlagsmuster im Distrikt ist nicht stabil. Es gab in den 2010er Jahren vermehrt Dürren in den letzten Jahren und verfrühte Überschwemmungen, was sich negativ auf die Landwirtschaft auswirkt.
Der Distrikt hat einen Wahlkreis – Lukulu East – und 15 Wards.

## Bevölkerung
Die wichtigsten ethnischen Gruppen sind Nkoya, Liuwa, Luvale, Lunda und die Lozi.

## Infrastruktur
Es gibt zwei hemmende Faktoren für Entwicklung in Lukulu. Anders, als die meisten Distrikte in Sambia, gibt es auf Grund der flachen Landschaft kaum Wasserkraftanlagen in der Westprovinz. Das andere Hemmnis sind die schlechten Straßen im Distrikt (2015). Die 187 Kilometer lange Strecke Lukulu nach Katunda, einem Vorort von Kaoma, dauert aufgrund der schlechten Straße etwa acht bis zwölf Stunden. Viele Menschen sind auf den Strom von Dieselgeneratoren mit einer Teilzeitversorgung angewiesen.

## Wirtschaft

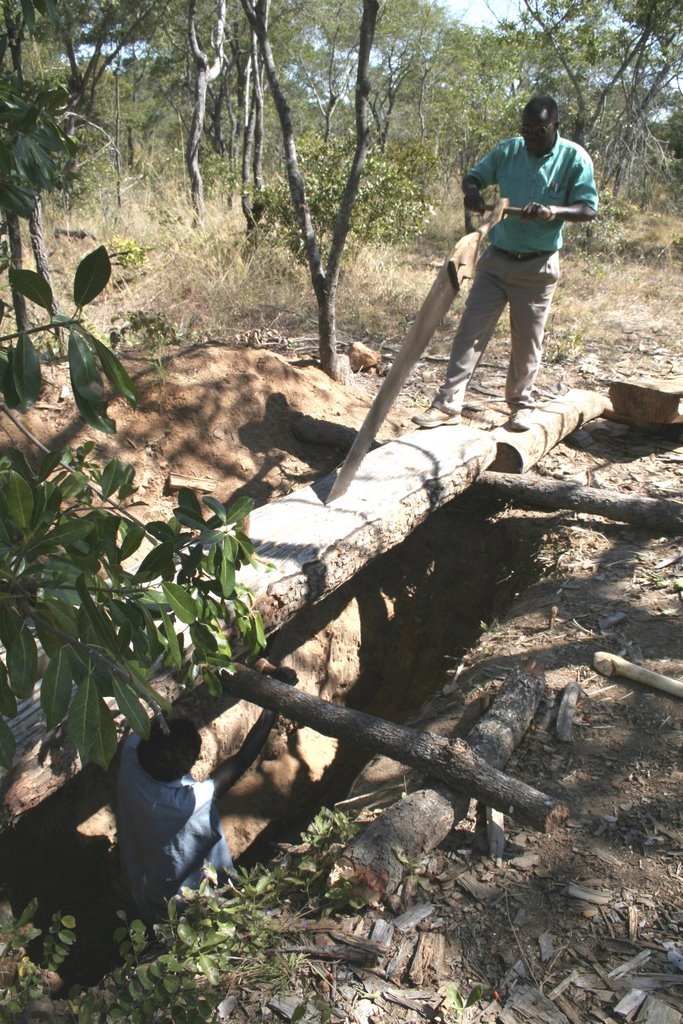
Grubensäge bei Kalomo

Die Landwirtschaft und Viehzucht, die Forstwirtschaft und die Fischerei sind die wirtschaftlichen Säulen des Distrikts. Die Hauptfeldfrüchte sind Maniok und Mais. Des Weiteren werden Bambara-Erdnuss, Kuherbsen, Binsenhirse, Reis, Sorghum und Süßkartoffeln angebaut. Ungefähr 57 Prozent der Gesamtfläche in Lukulu sind bewaldetes Land, davon sind 11 Prozent behördliche Wälder. Im Distrikt gibt es reichlich Elefantengras, das zum Dachdecken von Häusern verwendet werden. Es gibt auch gute Tonerde für die Töpferei.
Die Flüsse Sambesi und Lungwevungu sind die wichtigsten Fischgründe des Distrikts. Die Fischzuchtaktivitäten im Distrikt sind jedoch recht gering. Die Absatzmärkte für den Fisch sind die Distrikte Kaoma und Lusaka sowie die Provinzen Nordwest und Copperbelt. Der Rückgang der Fischereiproduktion werde auf nicht nachhaltige Fischereipraktiken und unzureichende Investitionen des privaten Sektors zurückgeführt.
Gehandelt werden Lebensmittel, Eisenwaren und Maschinen. Handwerkliche Tätigkeiten sind Töpferei, Holzschnitzkunst und Korbflechterei. Es gibt kleinindustrielle Betriebe im Bereich Fischerei, Grubensägen und Landwirtschaft.